# Penisa albitegulata
Penisa albitegulata är en fjärilsart som beskrevs av W. Warren 1913. Penisa albitegulata ingår i släktet Penisa och familjen nattflyn. Inga underarter finns listade i Catalogue of Life.